# Maria Komnena (królowa Węgier)
Maria Komnena, gr. Μαρία Κομνηνή, Maria Komnēnē (data urodzin i śmierci - nieznana) - była córką Izaaka Komnenosa i jego pierwszej żony - Teodory. Izaak był synem cesarza Jana II Komnena i Piroski, córki Władysława I - króla Węgier.
Siostrzeniec Marii Izaak Komnen był władcą Cypru w latach 1184–1191. Z dwóch sióstr przyrodnich Marii Teodora poślubiła Baldwina III Jerozolimskiego i została królową Jerozolimy, a po owdowieniu kochanką cesarza Andronika I Komnena, natomiast Eudokia poślubiła Wilhelma VIII z Montpellier i była babką Jakuba I Zdobywcy, króla Aragonii.
Sama Maria Komnena poślubiła w 1156, Stefana IV, króla Węgier właśnie w 1156. Para nie miała dzieci, Stefan zmarł młodo.